# Bianca Stagno Bellincioni
Bianca Stagno Bellincioni (Budapest, 23 gennaio 1888 – Milano, 17 settembre 1980) è stata un'attrice e soprano italiana.

## Biografia
Figlia del tenore Roberto Stagno e del soprano Gemma Bellincioni, studiò canto a Berlino e debuttò a Graz nel 1913.
Partecipò alla prima rappresentazione in Francia, a Nizza, di Conchita di Riccardo Zandonai, nel ruolo della protagonista. Poi il 28  luglio 1917 al Politeama di Livorno, nel riallestimento di Lodoletta di Pietro Mascagni con Beniamino Gigli. Mârouf, savetier du Caire, di Henri Rabaud, al Teatro Costanzi di Roma, il 29 dicembre 1920.
Nello stesso periodo le interpretazioni per il cinema muto: dal 1916 al 1919 per la Tespi Film, prevalentemente con la direzione di Ugo Falena, nel 1919-1920 per la Cines con il regista Mario Caserini, dal 1921 al 1923 con Biancagemma Film cinque film prodotti e diretti da sua madre Gemma. Ultima pellicola del periodo muto, nel 1924, La congiura di San Marco, regia di Domenico Gaido.
Prese parte alla prima italiana de Il principe si diverte, adattamento da Il pipistrello di Strauss, regia di Max Reinhardt, il 10 febbraio 1934 al Teatro Municipale di Sanremo.
Nel 1936, dopo dodici anni, riprese con il cinema. Tra le partecipazioni Animali pazzi (1939), secondo film interpretato da Totò.
Gli ultimi anni della vita li trascorse nella Casa di riposo per musicisti Giuseppe Verdi.

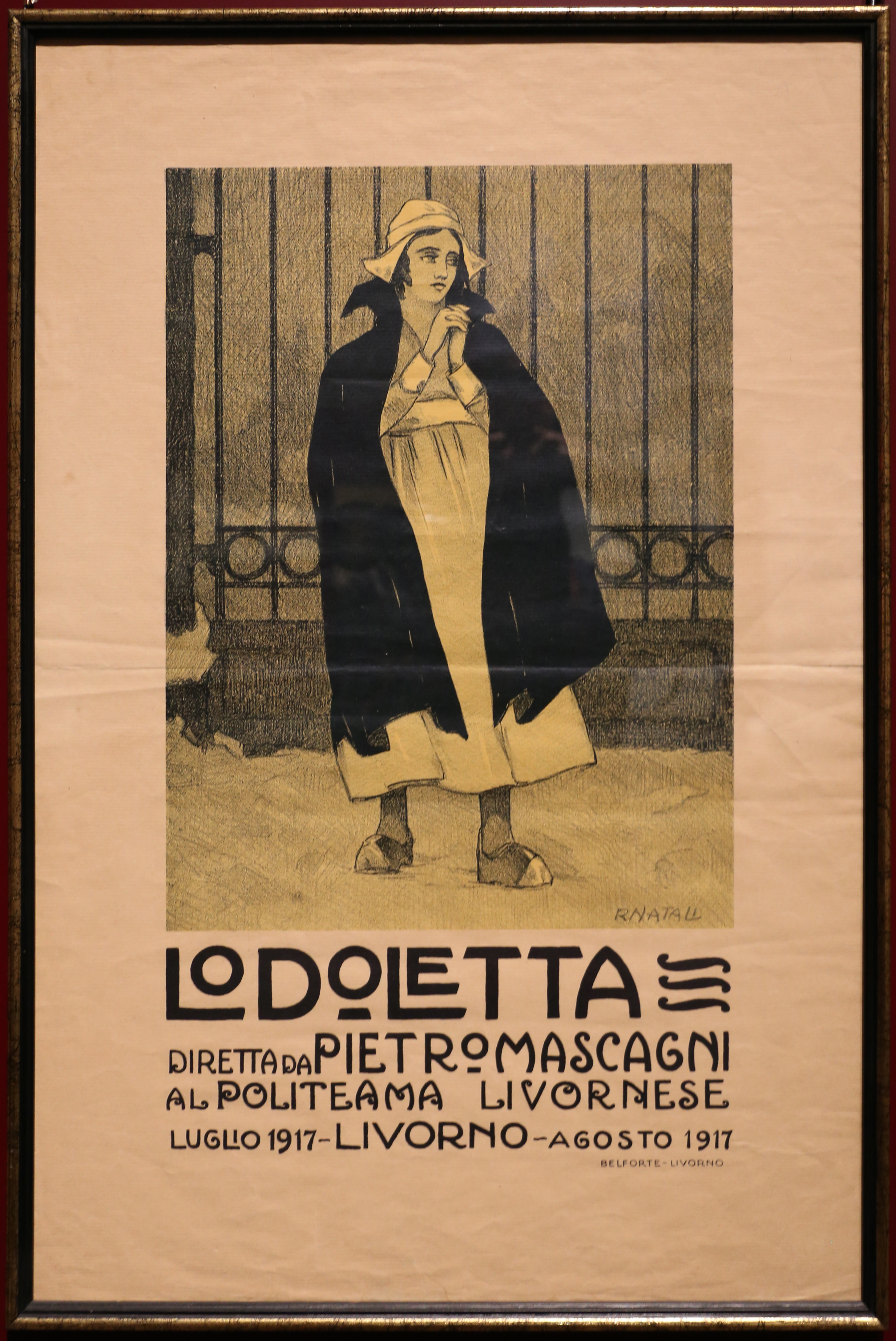
La locandina di Lodoletta (1917)

## Filmografia
- La laude della vita e la laude della morte, regia di Ugo Falena (1916)
- Il malefico anello, regia di Ugo Falena (1916)
- Il biricchino di Parigi, regia di Ugo Falena (1916)
- Le nozze di Vittoria, regia di Ugo Falena (1917)
- La donna che non ebbe cuore, regia di Ugo Falena (1917)
- Lilly Pussy, regia di Ugo Falena (1917)
- A Santa Lucia, regia di Ugo Falena (1917)
- Il ferro, regia di Ugo Falena (1918)
- Cenere e vampe, regia di Ugo Falena (1918)
- Lolita, regia di Ugo Falena (1918)
- I due zoccoletti, regia di Enrico Roma (1919)
- Il gorgo fascinatore, regia di Mario Caserini (1919)
- Adriana Lecouvreur, regia di Ugo Falena (1919)
- Piero e Teresa, regia di Mario Caserini (1920)
- Tatiana, la danzatrice polacca, regia di Gemma Bellincioni (1921)
- Papillon, regia di Gemma Bellincioni (1921)
- Liana spezzata, regia di Gemma Bellincioni (1922)
- La principessa d’azzurro, regia di Gemma Bellincioni (1922)
- Satanica, regia di Gemma Bellincioni (1923)
- La congiura di San Marco, regia di Domenico Gaido (1924)
- Regina della Scala, regia di Camillo Mastrocinque e Guido Salvini (1936)
- Stasera alle undici, regia di Oreste Biancoli (1937)
- Pietro Micca, regia di Aldo Vergano (1938)
- Il conte di Bréchard, regia di Mario Bonnard (1938)
- Voglio vivere con Letizia, regia di Camillo Mastrocinque (1938)
- Animali pazzi, regia di Carlo Ludovico Bragaglia (1939)
- Gian Burrasca, regia di Sergio Tofano (1943)

## Opere
- Bianca Stagno Bellincioni, Roberto Stagno e Gemma Bellincioni intimi, Firenze, Monsalvato, 1943